# 博衣可佑理
博衣可佑理(日文直譯)（日语：／ Hakui Koyori，又譯博衣小夜璃），是日本的虛擬YouTuber，隸屬於Hololive Production的Hololive六期生，秘密結社holoX的成員之一，於2021年11月28日開始活動。

## 概要
【秘密結社holoX】の研究者。
メンバーの面倒を見ながら、人間観察も行っている。研究熱心、好奇心旺盛で、他人のリアクション見たさから、つい悪戯をしてしまうことも。自称「holoXの頭脳」。
しかし、その知識には偏りがあるようだ。
《秘密结社holoX》的研究家。一面照顾著结社成员、一面进行人类观察。热心研究、好奇心旺盛，有时会为了观察他人反应而恶作剧。自称是「holoX的大脑」，但实际上她的知识是有所偏差的。——官方介绍文
博衣可佑理的形象設計者為momoco，Live 2D模型由rariemonn製作，3D模型由八劍製作。對粉絲的稱呼為「可佑理的助手君」（こよりの助手くん），頻道會員名稱是「可佑理的研究室」（こよりの研究室）。

### 人物／節目
由於可佑理高頻率和長時間的直播，且在不到一年的時間內發布了超過500部影片，有時被稱為「直播怪物」（配信モンスター）。
有一個的資訊節目，每週二早上7點開始播出。節目內容包含Hololive、Hololive EN、Hololive ID等成員的新聞和事件。在節目中，不時會有其他成員參與。

## 經歷
2021年
- 11月26日，hololive宣布六期生的出道，分別為鷹嶺琉衣、博衣小夜璃、沙花叉克蘿耶、風真伊呂波、拉普拉斯·達克尼斯五人[11][12]。
- 11月28日，在Youtube上進行首次直播[13][14]。

2022年
- 6月16日，首次展示3D模型[15]。是六期生中第3位3D化的成員[16]。

2023年
- 9月24日，Youtube訂閱人數突破100萬[17]。

## 音樂作品

### 參與歌曲

#### 數位單曲
| 發售日期      | 名稱              | 規格編號 | 歌唱                  |
| ------------- | ----------------- | -------- | --------------------- |
| 2022年8月19日 |                   | CVRD-199 | hololive IDOL PROJECT |
| 2022年8月22日 |                   | CVRD-200 | hololive IDOL PROJECT |
| 2022年12月5日 |                   | CVRD-240 | 秘密結社holoX         |
| 2023年3月9日  | Our Bright Parade | CVRD-240 | hololive IDOL PROJECT |
| 2023年8月20日 |                   | CVRD-320 | 秘密結社holoX         |

## 腳註

### 來源
1. ↑  @hololive.  (影片說明). 2024-01-07  [2024-03-08]. （原始内容存档于2024-03-08） –YouTube.
2. ↑  . 遊戲基地.   [2024-03-28]. （原始内容存档于2024-03-28） （中文（繁體））.
3. ↑  . プレスリリース・ニュースリリース配信シェアNo.1｜PR TIMES.   [2022-10-27]. （原始内容存档于2021-12-01） （日语）.
4. 1 2  . hololive.hololivepro.com.   [2024-08-03]. （原始内容存档于2024-03-11） （日语）.
5. ↑  @momoco_haru.  (推文). 2021-12-03  [2022-10-27] –Twitter （日语）.
6. ↑  @rariemonn765.  (推文). 2021-11-28  [2022-10-27] –Twitter （日语）.
7. ↑  @yatsurugi_mmd.  (推文). 2022-06-16  [2024-01-26] –Twitter.
8. ↑  . YouTube.   [2024-01-26]. （原始内容存档于2023-11-23）.
9. ↑  . KAI-YOU. 2022-09-25  [2024-01-26]. （原始内容存档于2023-12-08） （日语）.
10. ↑  . KAI-YOU. 2022-06-09  [2024-01-26]. （原始内容存档于2022-09-29） （日语）.
11. ↑  . 香港01. 2021-11-26  [2022-05-31]. （原始内容存档于2022-05-31） （中文（香港））.
12. ↑  . 澳門日報. 2021-12-08  [2023-01-28]. （原始内容存档于2023-01-28） （中文（澳門））.
13. ↑  . YouTube. 2022-11-28  [2024-01-26]. （原始内容存档于2024-01-24） （日语）.
14. ↑  . MoguLive. 2021-11-26  [2024-01-26]. （原始内容存档于2023-06-10） （日语）.
15. ↑   (新闻稿). カバー株式会社. 2022-06-13  [2024-01-26]. （原始内容存档于2022-10-04） （日语）.
16. ↑  . ファミ通. 2022-06-10  [2024-01-26]. （原始内容存档于2022-09-22） （日语）.
17. ↑  Mrsun. . 2023-09-25.
18. ↑  . hololive. 2022-06-17  [2024-01-26]. （原始内容存档于2023-06-01） （日语）.
19. ↑  . hololive（ホロライブ）公式サイト. 2022-11-29  [2024-01-26]. （原始内容存档于2023-04-05） （日语）.
20. ↑  . hololive（ホロライブ）公式サイト. 2023-03-15  [2024-01-26]. （原始内容存档于2023-06-05） （日语）.
21. ↑  . hololive（ホロライブ）公式サイト. 2023-03-16  [2024-01-26]. （原始内容存档于2023-05-31） （日语）.
22. ↑  . hololive.hololivepro.com.   [2024-01-26]. （原始内容存档于2024-01-18） （日语）.
23. ↑  . hololive. 2022-08-19  [2024-01-26]. （原始内容存档于2023-12-07） （日语）.
24. ↑  . hololive. 2022-08-22  [2024-01-26]. （原始内容存档于2023-06-01） （日语）.
25. ↑  . hololive（ホロライブ）公式サイト. 2022-12-05  [2024-01-26]. （原始内容存档于2023-09-25） （日语）.
26. ↑  . hololive（ホロライブ）公式サイト. 2023-03-09  [2024-01-26]. （原始内容存档于2023-10-24） （日语）.
27. ↑  . hololive（ホロライブ）公式サイト. 2023-08-20  [2024-01-26]. （原始内容存档于2023-08-25） （日语）.

## 外部連結
- 官方网站
- YouTube上的博衣可佑理頻道
- 博衣可佑理的X（前Twitter）